# Rebeka Njau

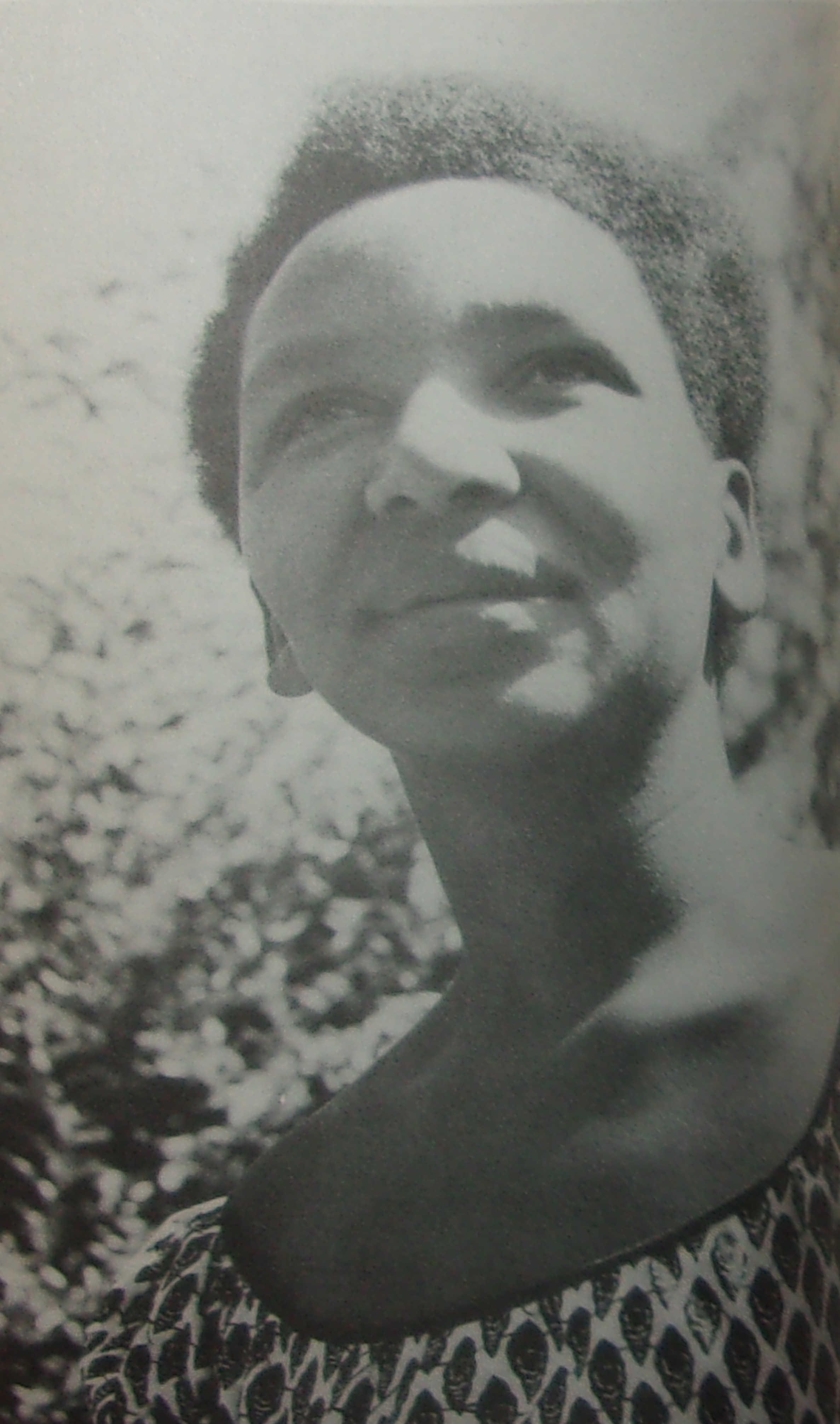
Rebeka Njau năm 1965. Hình ảnh này xuất hiện trong vở kịch The Scar của cô được xuất bản năm 1965.

Rebeka Njau (sinh 1932) là một nhà giáo dục, nhà văn và nghệ sĩ dệt may người Kenya. còn có tên  'Marina Gashe' . Alex Wanjala đã nói: "Giống như Grace Ogot, Rebeka Njau là một nhà văn rất quan trọng ở Kenya.... Bà giải quyết các vấn đề ảnh hưởng trực tiếp đến phụ nữ và sau đó chứng minh các vấn đề của phụ nữ là triệu chứng của sự bất ổn trong xã hội Kenya rộng lớn hơn" Theo John Mugubi của Đại học Kenyatta, "Sự độc đáo và sức mạnh của phong cách Rebeka không thể bị đánh giá thấp. Bà có xu hướng lật đổ các quy ước văn học để thể hiện quan điểm riêng của mình."

## Tiểu sử
Bà sinh ra ở Kanyariri, quận Kiambu, theo học trung học ở Nairobi và học sư phạm tại Makerere University College tại Uganda. Bà là người sáng lập của Trường trung học nữ Nairobi và từng là hiệu trưởng từ năm 1965 đến 1966.
Vở kịch một hành động của bà The Scar (1965), lên án việc cắt âm vật nữ, được xuất bản lần đầu trên tạp chí Transition vào năm 1963 và được coi là vở kịch đầu tiên được viết bởi một người phụ nữ Kenya. Vở kịch của bà In the Round được biểu diễn vào năm 1964 và bị chính quyền Ugandan cấm.
Tiểu thuyết đầu tay của bà Alone with the Fig Tree giành Giải thưởng của Ủy ban Viết Đông Phi năm 1964, và sau đó được viết lại thành Ripples in the Pool (1975). Nó kể về câu chuyện của Selina, một phụ nữ thành thị đem lòng yêu chị gái của bạn trai, và đáng chú ý, theo Gay Wilentz, "như bức chân dung duy nhất đầu tiên của một người đồng tính nữ trong bối cảnh văn học châu Phi thời hậu thuộc địa"
Tiểu thuyết thứ hai của Njau The Sacred Seed, được xuất bản vào năm 2003. Theo lời của The Daily Nation, tác giả "đi sâu vào tâm trí các nhân vật của bà để tiết lộ những vết thương tâm lý mà họ phải chịu dưới chế độ gia trưởng và độc tài và quyết tâm hàn gắn xã hội.... Người kể chuyện thể hiện sự hủy diệt sự bất công của phụ nữ trong các xã hội truyền thống châu Phi bằng các chế độ hiện đại và chỉ ra cách mà phụ nữ quyền lực có thể được phục hồi thông qua việc phá hủy hệ thống phân cấp giai cấp."
Bà cũng là tác giả của The Hypocrite and other Stories (1977), làm lại các bài tường thuật truyền thống và Kenyan Women Heroes and their Mystical Power (1984), trong đó ghi lại những đóng góp lịch sử bị bỏ qua của phụ nữ. Njau được nhắc đến trong tuyển tập Daughters of Africa (ed. Margaret Busby, 1992).

## Cuộc sống
Bà từng kết hôn với nghệ sĩ người Tanzania Elimo Njau nhưng hai người sau đó đã ly thân. Con trai của bà, Morille Njau, là một nghệ sĩ và một nhà tư vấn sống tại Anh và con gái của bà, Hana làm việc tại Atlanta, Georgia.

## Tác phẩm tiêu biểu
- Alone with the Fig Tree (1964); rewritten as Ripples in the Pool (1975)
- The Hypocrite and other stories, short stories (1977)
- Kenyan Women Heroes and their Mystical Power, historical (1984)
- The Sacred Seed, novel (2003)